# Associazione Calcio Femminile Modena Euromobil 1987-1988
Questa voce raccoglie le informazioni riguardanti la Associazione Calcio Femminile Modena Euromobil nelle competizioni ufficiali della stagione 1987-1988.

## Organigramma societario
Area direttiva
- Presidente: Carlo Alberto Corradi

Area organizzativa
- Segretario:

Area comunicazione
- Addetto stampa:

Area tecnica
- Allenatore:
- Allenatore in seconda:

## Rosa
Rosa della squadra tratta da tabellini pubblicati.
| N. |                   | Ruolo | Calciatrice        |
| -- | ----------------- | ----- | ------------------ |
| 4  | Italia (bandiera) | C     | Stefania Bandini   |
| 4  | Italia (bandiera) | C     | Milena Bertolini   |
| 13 | Italia (bandiera) |       | Ernestina Bonini   |
| 14 | Italia (bandiera) |       | Borsari            |
| 10 | Italia (bandiera) | C     | Barbara Cancelli   |
| 11 | Italia (bandiera) | A     | Sabrina Cavina     |
| 2  | Italia (bandiera) | D     | Angela Coda        |
| 14 | Italia (bandiera) |       | Isabella De Simoni |
| 9  | Italia (bandiera) | A     | Barbara Foppiani   |

| N. |                      | Ruolo | Calciatrice        |
| -- | -------------------- | ----- | ------------------ |
| 1  | Italia (bandiera)    | P     | Nilla Germini      |
|    | Danimarca (bandiera) |       | Karseling          |
| 6  | Italia (bandiera)    | C     | Emma Iozzelli      |
| 3  | Italia (bandiera)    | D     | Paola Levrini      |
| 5  | Danimarca (bandiera) | C     | Lone Nilsson       |
| 2  | Italia (bandiera)    | D     | Lucia Magistrali   |
| 15 | Italia (bandiera)    |       | Pietri             |
| 5  | Italia (bandiera)    | C     | Rosaria Pirrottina |
| 8  | Italia (bandiera)    | C     | Franca Quas        |